# Momentum (nyhedsbrev)
 For alternative betydninger, se Momentum. (Se også artikler, som begynder med Momentum)
Momentum er et nyhedsbrev fra Kommunernes Landsforening blev etableret den 18. august 2009, til formål at kvalificere og nuancere den politiske debat.

## Redaktion (2014)
For nuværende er ansvarshavende redaktør KL’s administrerende direktør Kristian Wendelboe og den daglige redaktion består af redaktør Søren Kuhdahl, journalist Rasmus Giese Jakobsen og analytiker Jens Baes-Jørgensen.

## Udgivelser (2014)
Tidsskriftet ukommer med nye artikler hver anden tirsdag, dog ikke i juli.

## Ekstern henvisning og kilde
- Kommunernes Landsforening – Om Momentum Arkiveret 8. februar 2014 hos  Wayback Machine

| Bog | Spire Denne artikel om bøger og tidsskrifter er en spire som bør udbygges. Du er velkommen til at hjælpe Wikipedia ved at udvide den. |